# Macrochiridothea stebbingi
Macrochiridothea stebbingi is een pissebed uit de familie Chaetiliidae. De wetenschappelijke naam van de soort is voor het eerst geldig gepubliceerd in 1901 door Ohlin.